# Bedsitter
"Bedsitter" é uma canção da dupla britânica Soft Cell, presente em seu álbum de estreia, Non-Stop Erotic Cabaret. Lançada como single em 2 de novembro de 1981, chegou à quarta posição na parada de singles do Reino Unido.
Uma música que explorou o lado oculto da cena noturna londrina da época, foi descrita pelo crítico Jon Savage como uma das melhores canções da década de 1980. Neil Tennant, vocalista dos Pet Shop Boys, incluiu a faixa durante sua participação no quadro "Trilha Sonora da Minha Vida", do jornal The Guardian, em 2006.